# Diocese de Bolzano-Bressanone
A Diocese de Bozen-Brixen (em latim: Dioecesis Bauzanensis-Brixinensis, em italiano Diocesi di Bolzano-Bressanone, em ladino Diozeja de Bulsan-Persenon) é uma circunscrição eclesiástica da Igreja Católica na Itália, pertencente à Província Eclesiástica de Trento e à Conferenza Episcopale Italiana, sendo sufragânea do Arquidiocese de Trento.

## Territorio
A diocese inclui as cidades de Bolzano (em alemão Bozen) e Bressanone (em alemão Brixen) corresponde ao território do Província de Bolzano (Tirol do Sul). O território é dividido em 281 paroquias, numa população de 492 mil batizados dentre 512 mil residentes.
A diocese inclui três grupos linguísticos do Tirol do Sul: alemão (69,4 %), italiano (26 %) e ladino-dolomíta (4,5 %).
O bispo da diocese é Ivo Muser.

## História contemporânea

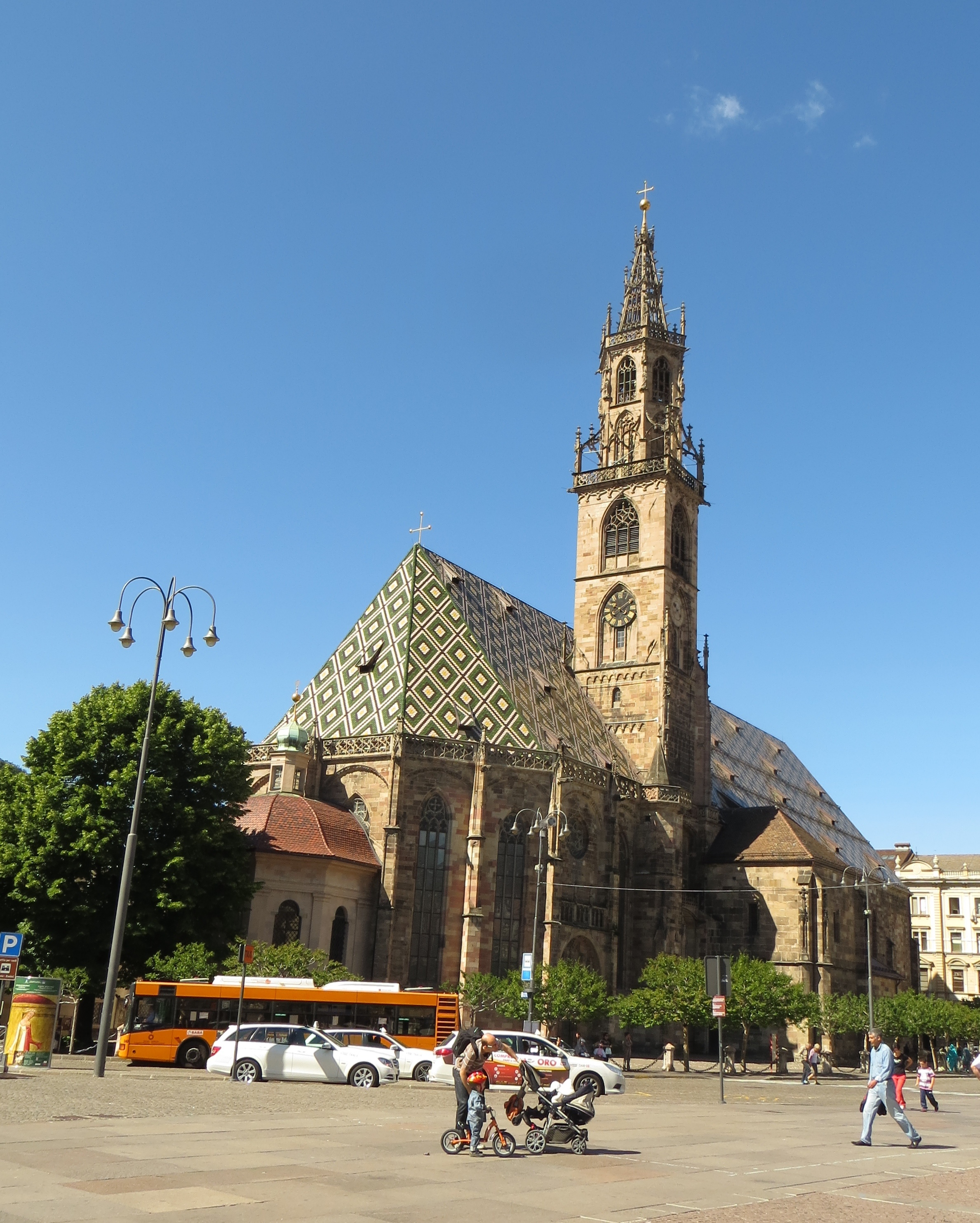
Ilustração.

Em 1921 a diocese foi definitivamente dividida em duas partes: a parte austríaca, depois da Primeira Guerra Mundial virou Administração apostólica (hoje diocese) de Innsbruck-Feldkirch
Em 6 de agosto 1964 as partes alemãs do Tirol so Sul da Diocese de Trento e da Diocese de Brixen uniram-se para formar a nova, atual, diocese. O bispo de Brixen, Dom Josè Gargitter, mudou para Bolzano, mas o titulo de Catedral ficou para Brixen, sendo a de Bolzano consagrada concatedral.

## Cronologia da administração local
Bispos da Diocese:
- Josè Gargitter (26 de abril 1952-29 de julho 1986, desde 1952 bispo de Brixen, desde 1964 bispo de Bozen-Brixen), † 17.11.1991
- Frei Wilhelm Emil Egger † O.F.M. Cap., (29 de julho 1986 - 16 de agosto 2008)
- Karl Golser (5 de dezembro 2008 - 27 de julho 2011), † 25.12.2016
- Ivo Muser (9 de outubro 2011 - )